# Tassullo
Tassullo là một đô thị ở tỉnh Trento ở vùng Trentino-Alto Adige/Südtirol của Ý, tọa lạc cách 30 km về phía bắc của Trento. Tại thời điểm ngày 31 tháng 12 năm 2004, đô thị này có dân số 1.856 người và diện tích là 13,5 km².
Đô thị Tassullo có các frazioni (đơn vị trực thuộc, chủ yếu là các làng) Rallo, Sanzenone, Pavillo and Campo.
Tassullo giáp các đô thị: Sanzeno, Cles, Taio, Tuenno và Nanno.